# Karl Friedrich Richter
Karl Friedrich Richter (* 4. Dezember 1776 in Hettstedt; † 8. September 1838 in Elsterwerda) war ein deutscher lutherischer Theologe und Schriftsteller.

## Leben
Richter war Pastor in Neugattersleben bei Calbe (Saale) und lebte zuletzt als Diakonus in Elsterwerda. Des Weiteren war er zwischenzeitlich Pfarrer zu Plessa, Dreska und Kahla.

## Werke (Auswahl)
- Die Familie Barring oder Das Scheinverbrechen, 1816;
- Ludovika oder Verbrechen aus Liebe (Rom.) 2 Bände, 1817;
- Die Versuchung, 2 Bände, 1818;
- Die Zwillinge oder Die Verwechselung. Familiengeschichte, 2 Teile, 1818;
- Gemälde des menschlichen Herzens, 1820; Giuglio und Isidora oder Die Flucht aus den Kerkern der Inquisition (romant. Erz.) 1821;
- Ortellino, der große Räuberhauptmann. Italiens Furcht und Schrecken, 2 Teile, 1823;
- Eduardo, Prinz von Parma, der unglückliche Fürstensohn oder Ortellinos Jugendjahre (romant. Gesch.) 1824;
- Ridogar, Fürst der Hölle oder Die Teufelsbeschwörung in der Geisterburg, 1824.